# The Blindness of Love
The Blindness of Love er en amerikansk stumfilm fra 1916 af Charles Horan.

## Medvirkende
- Julius Steger som Joseph Wilton
- George Le Guere
- Grace Valentine